# Martín de Peralta I

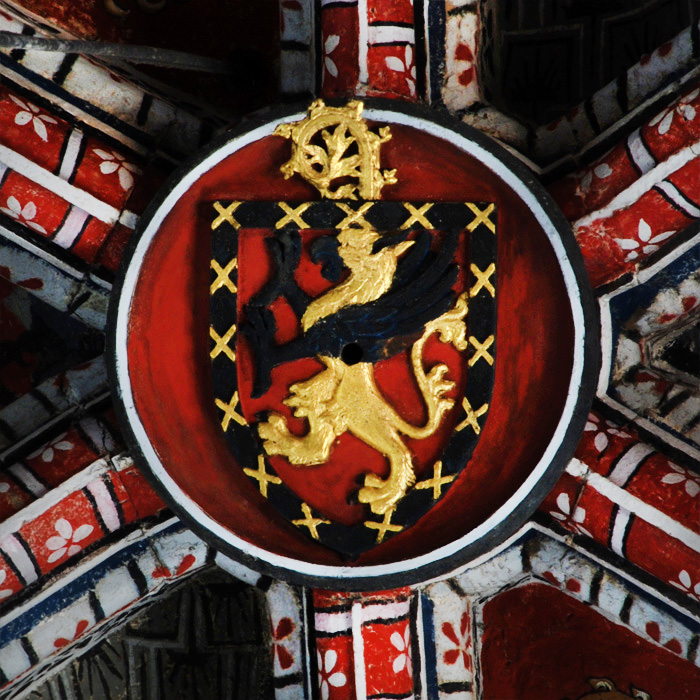
Escudo del obispo Martín de Peralta I en una clave de la catedral de Pamplona.

Martín de Peralta I o Martín de Peralta el Viejo, fue obispo de Pamplona entre 1426 y 1457. Hijo ilegítimo de Pierres de Peralta el Viejo, fue deán de Tudela hasta 1420. Accedió a la diócesis pamplonesa en 1426 cuando no tenía ni la edad canónica ni había recibido órdenes mayores.

## Biografía
Su gobierno fue rutinario y mediocre, no aplicó las escasa reformas que propuso y provocó un conflicto grave en San Sebastián sobre el nombramiento de oficial foráneo, hecho en el que tuvo que intervenir el pontífice, obligándole a destituirlo por no haber sido elegido conforme a la norma. Participó de forma activa en la vida del reino y fue defensor de la causa de Carlos, príncipe de Viana frente a su padre, Juan II de Aragón. Su mayor reconocimiento es haber participado en la construcción de la nueva catedral gótica pamplonesa. A su muerte se planteó un cisma diocesano al disputarse la vacante un candidato agramontés y otro beaumontés.